# Il Filosofo
Il Filosofo ist eine Komödie von Pietro Aretino in fünf Akten von 1546 (Erstveröffentlichung).

## Inhalt

### Zueignung
Die Zueignung ist wie die Zueignung von Lo Ipocrito (1542) Guidobaldo della Rovere gewidmet, der kurze Zeit zuvor zum Oberbefehlshaber der venezianischen Armee ernannt worden ist. Es ist dementsprechend vom Pomp der Feierlichkeiten anlässlich dieser Ernennung die Rede. Nicht allein die Venezianer würden Guidobaldo Ehre erweisen, sondern die gesamte seinem Herrschaftsbereich unterstehende Bevölkerung, sowie jede sich auf der Appenninhalbinsel befindende Nation. Die Ernennung zum Befehlshaber sei der Grund gewesen, warum Aretino die Komödie veröffentlicht habe. Schließlich habe ihn Guidobaldo gebeten sie abzufassen. Aretino entschuldigt sich dafür, dass er die Komödie veröffentlicht habe, bevor Guidobaldo sich an ihrer Uraufführung habe erfreuen können. Im Gegensatz zu seinen bisherigen Zueignungen ist die Zueignung von Il Filosofo datiert, d. h. auf den letzten Tag im Mai 1546.

### Argomento e Prologo (Handlung und Prolog)
Der Vortragende tadelt sowohl diejenigen, die sich über Träume lustig machten als auch diejenigen, die ihren Träumen glauben schenkten. Er habe in der vergangenen Nacht in einem Traum die Bühnenausstattung gesehen. Zudem habe er den Streich gegen den Peruginer Andreuccio im Decamerone des Boccaccio gesehen. Allerdings sei in seinem Traum ein Philosophaster mit einem sehr guten Gedächtnis vorgekommen. Das gute Gedächtnis sei dafür verantwortlich, dass es der Gemahlin des Philosophasters gelungen sei, diesem einen lustigen Streich zu spielen, als dieser die Schwiegermutter habe holen wollen, um ihr den eingesperrten Liebhaber seiner Frau anzuzeigen.
Der Vortragende schwört, dass die Stadt, die er im Traum gesehen habe dieselbe Stadt sei, die er jetzt wachend sehe. Diese Stadt sei schöner als Siena oder gar als das irdische Paradies. Der arabische Einschlag habe die Bewohner der Stadt besonders schlau gemacht. Die Eigenschaften der Stadt sollten geradezu himmlisch sein. Zum Scherz werden gegensätzliche Eigenschaften aufgezählt, die der Stadt innewohnen sollen, die aber auch für die unterschiedlichen Jahreszeiten zutreffen können.
Dementsprechend geht der Vortragende dazu über, über die Zeit und deren unaufhaltsamen Lauf zu sinnieren. Von der Zeit kommt er wiederum auf den Tod zu sprechen. Wie alle großen Meister ändere der Tod nie seine Meinung. Die Zeit vergehe ständig. Egal, ob man sich von diesen großen Meistern treiben lasse oder gegen sie kämpfe – sie gelangten immer an ihr Ziel. Den Göttern sei diese Eigenschaft zu verzeihen, da sie ein Zeichen dafür sei, dass der Verstand bei ihnen nie nachlasse. Deshalb müsse man auch Cupido verzeihen, der hier mit einer Göttin schlafe und dort eine andere Person mit seinen Liebespfeilen quäle. Nicht nur dem Geld solle man es nachsehen, dass es langsam komme, aber schnell wiedergehe, sondern auch den Gruppen der sich vergnügenden Menschen der oben erwähnten Stadt, obwohl diese sich zum Spaß versöhnten, sich in Wirklichkeit aber die Köpfe einschlügen. Nun, da zwei Schwätzerinnen miteinander tratschend herbeikämen, wolle er sich verstecken, um sich darüber im Klaren zu werden, ob sein Traum jemals Wirklichkeit würde.

### Erster Akt
- Der Ort der Handlung ist Venedig. Betta erzählt Mea, dass eine gewisse Ciencia bei ihr zur Untermiete wohnt, die schwanger sei. Außerdem habe sie dem wohlhabenden Peruginer Boccaccio ein Zimmer vermietet. Der Zufall will es, dass Mea mit bzw. bei Boccaccio aufgewachsen ist. Und so kommt es kurz darauf zu einer freudigen Wiedersehensszene zwischen Mea und dem in seine Herberge zurückkehrenden Boccaccio.
- Polidoro, ein titelsüchtiger, eitler Geck, ist in eine Frau verliebt, deren Identität zunächst nicht verraten wird.
- Der misogyne Plataristotile wiederum widmet sich fast ausschließlich seinen Büchern und philosophischen Haarspalterein und vernachlässigt auf diese Weise seine Frau Tessa. Salvalaglio, sein Diener vermutet deshalb, dass Tessa Plataristotile früher oder später betrügen wird.
- Mona Papa, die Mutter Tessas bereut es, dass sie sich dazu hat überreden lassen, ihre Tochter an Plataristotile zu verheiraten. Auch sonst ist sie aufgrund der Erfahrungen, die sie im eigenen Eheleben gemacht hat, der Ehe abgeneigt.

### Zweiter Akt
- Nach ihrem Gespräch mit Betta trifft Mea die Kupplerin Tullia und verrät dieser von der Begegnung mit Boccaccio. Auch diesmal ist vom Wohlstand Boccaccios die Rede. Tullia fragt Mea nach Boccaccios Verwandte, so, als ob sie auf diese Weise Boccaccio besser verorten könnte. Mea gibt Tullia Details über dessen Familie preis und klärt Tullia zudem über den Landbesitz Boccaccios auf. Es ist des Weiteren von einer Goldmünze die Rede, deren eine Hälfte der Vater Boccaccios einer Frau gegeben habe, mit der er eine Affäre in Venedig gehabt habe. Dies habe den Zweck, die Identität des Kindes der beiden beweisen zu können, sollte seine Affäre oder er gestorben sein. Da der Vater gestorben sei, besitze Boccaccio nun die zweite Hälfte der Münze.
- Polidoro, so stellt sich erst hier heraus, ist in Tessa, der Frau Plataristotiles verliebt. Diese erwidert seine Liebe. Da Plataristotile wieder einmal in seine Studien vertieft ist, ist die Luft für beide sozusagen rein. Polidoro kann Tessa nun heimlich besuchen. Nepitella, die Dienerin Tessas richtet dies Radicchio, dem Diener Polidoros aus.
- Tullia beauftragt Lisa, sich zu Boccaccio zu begeben, der im Hause Bettas zur Miete lebt und diesem auszurichten, dass ihre Herrin, die derart schön sei, dass sie mit ihrer Schönheit für den Ruf der Stadt bürge und die Herrin wünsche, dass sich Boccaccio zu ihr begebe. Lisa tut, wie ihr von ihrer Herrin aufgetragen wurde und führt Boccaccio zum Hause Tullias. Tullia empfängt Boccaccio äußerst herzlich und gibt vor, vor Freude einen Ohnmachtsanfall zu erleiden. Tullia begründet ihr Verhalten damit, dass sie die Halbschwester Boccaccios sei, d. h. die Tochter der Affäre von Boccaccios Vater. Da Tullia dank der Geschwätzigkeit Meas einige Details aus dem Familienleben Boccaccios kennt, kann sie ihre Rolle als dessen Halbschwester glaubwürdig spielen. Sie bietet ihm an, die restliche Zeit seines Aufenthalts in der Stadt bei ihr zu wohnen.

### Dritter Akt
- Tessa beschwert sich über die Vernachlässigung, die sie durch Plataristotile erfährt.
- Da Tullia inzwischen in den Besitz von Boccaccios Hab und Gut gekommen ist, unternimmt sie einen ersten Versuch, ihn loszuwerden: Als einige Polizeischergen nach einer Person suchen, die eine andere getötet haben soll, und Lisa nach dieser fragen, verweist diese die Häscher auf Boccaccio. Dieser hat jedoch Glück, dass die Häscher sehr genau wissen, nach wem sie suchen und Boccaccio deshalb nicht weiter belangen. Der zweite Versuch, Boccaccio loszuwerden, gelingt Tullia jedoch. Boccaccio fällt beim Gang auf die Toilette in eine Jauchegrube. Nachdem er sich aus ihr befreien kann, begibt er sich zu Tullias Haus und fordert Einlass, doch diese weigert sich und schickt stattdessen ihren Zuhälter vor. Als Boccaccio sich daraufhin anschickt zu gehen, trifft er auf zwei Männer, denen er seine Situation erklärt. Den Männern gelingt es, Boccaccio dazu zu überreden, sich an einer Grabplünderung zu beteiligen, bei der der Schmuck, insbesondere ein Karfunkelring eines hohen kirchlichen Würdenträgers gestohlen werden soll. Boccaccio erhofft sich durch die Beteiligung am Diebstahl für den Verlust seiner von Tullia geraubten Güter gleichsam zu entschädigen. Die Diebe bringen Boccaccio zunächst zu einem Brunnen, damit er sich und seine Kleidung dort waschen kann. Da erneut Polizeischergen unterwegs sind, flüchten die Diebe und lassen Boccaccio im Brunnen zurück. Bei den Polizeischergen handelt es sich um dieselben, die sich auf der Suche nach dem Mörder befunden haben. Sie sind von der Suche erschöpft und machen am Brunnen Rast. Auf diese Weise wird Boccaccio vom Grund des Brunnens wieder hochgezogen. Als die Diebe wieder zurückkehren, beteiligt sich Boccaccio weiterhin an deren Aktion. Der Leichnam des Würdenträgers befindet sich unter einer Steinplatte am Eingang einer Kirche. Boccaccio treibt einen Stock in den Spalt zwischen der Grabplatte und dem Boden und schiebt sie auf diese Weise beiseite. Die Diebe lassen Boccaccio daraufhin ins Grab hinab. Dieser hat vom Streich Tullias und durch die Tatsache, dass ihn die Diebe angesichts der Polizeischergen im Stich gelassen haben, hinzugelernt und steckt sich den Ring mit dem Karfunkel an den Finger. Den Dieben reicht er hingegen andere Wertsachen, die sich beim Leichnam befinden (d. h. Mitra, Hirtenstab, Handschuhe, Chormantel usw.). Er gibt vor, den Ring mit dem Edelstein nicht gefunden zu haben, und bittet die Diebe, dass einer der beiden nach unten zu ihm komme, um ihm zu helfen, den Ring zu suchen. Die Diebe wissen, dass Boccaccio sie zu hintergehen sucht, schließen die Grabplatte und machen sich schleunigst davon, aus Furcht, Boccaccio könne durch seine Schreie die Aufmerksamkeit auf sich ziehen.
- Nach langer philosophischer Gedankenarbeit kommt Plataristotile zu dem Schluss, dass seine Frau die Absicht hegen könnte, ihn zu hintergehen. Deshalb stellt er ihr nach und erfährt bei einem Gespräch zwischen Tessa und ihrer Magd vom bevorstehenden Besuch Polidoros. Plataristotile entschließt sich Polidoro als Tessa verkleidet in sein Arbeitszimmer zu locken und darin einzuschließen. Wenn er Polidoro in sein Zimmer gesperrt habe, so Plataristotile, wolle er zur Schwiegermutter gehen und die Scheidung von seiner Frau verlangen bzw. diese verstoßen.

### Vierter Akt
- Wie im vorigen Akt angekündigt, hat Plataristotile Polidoro in sein Arbeitszimmer gelockt und diesen dort eingesperrt und beabsichtigt nun, sich bei Tessas Mutter zu beschweren. Tessa wiederum erfährt von Radicchio, was Polidoro widerfahren ist und dass sich Plataristotile zu ihrer Mutter begeben habe. Sie hat jedoch einen Ersatzschlüssel zum Arbeitszimmer Plataristotiles und kann Polidoro auf diese Weise aus dem Zimmer befreien. Nach der Befreiung Polidoros trägt sie Nepitella auf, einen Esel vom Stall in das Arbeitszimmer zu führen. Diesen würden sie dort einsperren. Zudem lässt Tessa Nepitella eine Laute holen, damit Polidoro, wenn Plataristotile im Hause eingetroffen sei, singend an diesem vorbeigehe und ihn auf diese Weise der Lächerlichkeit preisgebe. Als Plataristotile mit seiner Schwiegermutter eintrifft, geschieht alles wie geplant: Während Polidoro Laute spielend und singend an diesem vorbeizieht, befindet sich hinter der zugesperrten Tür des Arbeitszimmers ein Esel. Tessa verlangt angesichts der Situation endgültig wieder bei ihrer Mutter wohnen zu dürfen.
- Neben den beiden Dieben interessieren sich der Halbwelt zugehörende Kleriker für das Juwel des verstorbenen Geistlichen. Am Grab des Geistlichen finden sie die Utensilien, die die Diebe hinterlassen haben und öffnen auf diese Weise das Grab. Einer von ihnen lässt sich in das Grab hinab, doch da Boccaccio ihn am Bein packt, verlässt er das Grab so schnell wie möglich. Als der Dieb wieder draußen ist, haben seine Komplizen die Kirche längst verlassen.

### Fünfter Akt
- Da das Grab nun offen ist, gelingt es Boccaccio dieses zu verlassen. Er begibt sich zum Haus seiner Mieterin Betta, die sich mit Mea bereits fragt, wo er abgeblieben ist. Den beiden erzählt er die Geschichte mit Tullia und den Dieben. Des Weiteren deutet er den Grabesraub an, ohne sich jedoch zu kompromittieren. Da Boccaccio noch vom Fall in der Grube und in den Brunnen nass ist und zudem Unterwäsche trägt, führt ihn Betta nachhause, damit er sich dort trocknen und umkleiden kann.
- In seinen philosophischen Überlegungen ist Plataristotile zu dem Schluss gekommen, dass er Tessa zurückhaben möchte. Es stellt sich zudem heraus, dass der Esel in seinem Arbeitszimmer, das zugleich seine Bibliothek ist, seine Bücher in Unordnung gebracht und seine Notdurft auf ihnen verrichtet hat. In seinem Sinneswandel, d. h. seiner Abkehr von der Philosophie durch die Philosophie, "scheißt" nun auch Plataristotile in jeder Hinsicht auf seine Bücherwelt. Plataristotiles Diener Salavalaglio gelingt es auf Geheiß seines Herrn Tessa dazu zu überreden zu Plataristotile zurückzukehren. Tessa bleibt durch die gesellschaftlichen Umstände nichts anderes übrig als Plataristotiles Wunsch nachzukommen, will sie nicht Schande über ihre Familie kommen lassen und zum Gerede der Nachbarn werden. Plataristotile (= Platon + Aristoteles), der sich in seinem Sinneswandel hat umtaufen zu lassen, gibt seiner Frau gegenüber seinen Sinneswandel kund. Tessa lässt sich neben den oben genannten Gründen von Plataristotile erweichen, da Polidoro sich aus Tessas Sicht als Luftikus erwiesen und sie mit einer anderen betrogen hat. Plataristotile und Tessa schließen letztlich miteinander Frieden.

## Personen
- Radicchio, Diener Polidoros
- Mea, einstige Magd Boccaccios
- Betta, Vermieterin
- Boccaccio, Juwelier
- Messer Plataristotile (Herr Plataristotile), Philosoph
- Salvalaglio, Plataristotiles Diener
- Mona Papa (Frau Papa), Schwägerin Messer Plataristotiles
- Donna Druda, (Frau Druda), Mona Papas Freundin
- Polidoro, Liebhaber Madonna Tessas
- Garbuglio, Freund Salvalaglios
- Madonna Tessa (Frau Tessa), Ehefrau Messer Plataristotiles
- Nepitella, Diener Madonna Tessas
- Tullia, Kupplerin
- Lisa, Vertraute Tullias
- Polizeischergen
- Cacciadiavoli, Zuhälter Tullias
- Due ladri, (zwei Diebe), beabsichtigen, einen Leichnam zu berauben
- Mezzoprete, beabsichtigt ebenfalls den Leichnam zu berauben
- Chietino, beabsichtigt ebenfalls den Leichnam zu berauben
- Lo Sfratato, beabsichtigt ebenfalls den Leichnam zu berauben
- Bursche Messer Plataristotiles
- Magd

## Weitere Informationen
- Die Nachteile des Ehelebens, von denen Druda ihrer Freundin Mona Papa in der Szene 6 des ersten Aktes erzählt, erinnern an Il Marescalco (1533), allerdings werden in Il Marescalco die Nachteile aus der Sicht der Männer aufgezählt. Mona Papas Andeutung der sexuellen Misshandlungen, die sie durch ihren Mann erfährt, erinnert an die Unterhaltung einer Frau mit Fra Timoteo in Szene 3 des dritten Aktes in Machiavellis Mandragola (1518), die diesem gegenüber ebenfalls andeutet, sexuelle Misshandlungen durch ihren verstorbenen Mann erlitten zu haben. Die Invektive gegen die Ehe und die Männer sind zudem ein Vorwand, um den Herzog von Urbino, dem die Zueignung gewidmet ist, im Umgang mit Frauen als wohltuende Ausnahme hervorheben zu können.[1]
- Santa, die Frau Boccaccios ist wie auch Marmilia in La Talanta (1542) die Tochter eines Capitano (vgl. zweiter Akt, Szene 3).
- Tullia ist aufgrund der Lektüre der Sei giornate (1534/36) zu einer gerissenen Kupplerin geworden (vgl. zweiter Akt, Szene 7).
- Den Zusammenhang von Klerus und kriminellen Machenschaften finden wir auch in Lo Ipocrito (1542) und La Talanta vor. In der erstgenannten Komödie schildert die Kupplerin Gemma, dass sie ursprünglich Äbtissin war, dann aber die Kuppelei und Zuhälterei sich aber für sie als lukrativer erwiesen habe. Ipocrito, selbst Kleriker, widmet sich nicht nur der Erpressung von Leuten wie Gemma, sondern verdient selbst durch die Kuppelei und als „Parasit“ (Parasitentum in dem Sinne, dass er sich von reichen Leuten aushalten lässt) seinen Unterhalt. In der letztgenannten Komödie beschwert sich der "Parasit" Branca, dass ihm fromme Heuchler das Wasser abgraben.

## Literarische Einflüsse
- Dass Boccaccio in eine Jauchegrube gefallen ist und dass dies aufgrund einer lockeren Holzdiele auf der Toilette geschehen ist, die Tullia absichtlich dort hat anbringen lassen, wird nicht erwähnt. Offenbar setzt Aretino beim Zuschauer die Kenntnis Boccaccios Decameron (~1349–1353), zumindest jedoch der fünften Novelle des zweiten Tages voraus, in der Andreuccio aus Perugia nach Neapel gereist ist, um Pferde zu kaufen und dem ähnliche Dinge widerfahren wie Boccaccio in Aretinos Komödie (vgl. dritter Akt, Szene 7).[2]
- Die Geschichte von Tessa und Plataristotile ist von der achten Novelle des siebten Tages des ’’Decamerone’’ inspiriert. Sowohl in der Komödie als auch in der Novelle betrügt die Frau ihren Ehemann mit einem anderen Mann, da der Ehemann seinen – zumindest aus damaliger Sicht – "ehelichen Pflichten" (d. h. der sexuellen Befriedigung seiner Frau) nicht nachgekommen ist. Sowohl in Boccaccios als auch in Aretinos Werk wird der vom Ehemann eingeschlossene Liebhaber der Ehefrau mit einer List durch eine andere Person ersetzt und auf diese Weise der Ehemann der Lächerlichkeit preisgegeben.[3]
- Die Episode, in der Plataristotile Polidoro einsperrt und dies Tessas Mutter anzeigt, erinnert an Bibbienas La Calandria (1513), in der Calandro seine Frau zusammen mit ihrem Liebhaber einschließen möchte, um sie ihren Brüdern preiszugeben oder an Piccolominis L’Alessandro (1544/1545). In dieser Komödie ertappt Gostanzo seine Tochter mit ihrem Liebhaber Cornelio und sperrt die beiden ein, um sie beim Herzog anzuzeigen. In allen drei Komödien wird der eifersüchtige Ehemann bzw. (Schwieger)vater durch eine List bloßgestellt. Das ihnen gemeinsame Motiv des Triumph der "untreuen" Ehefrau über ihren Mann, als dieser versucht sie bloßzustellen, ist wiederum von der vierten Novelle des siebten Tages des Decameron inspiriert.[1]
- Die Vertauschung des Liebhabers durch einen Esel scheint Aretino von Rinaldo Ardito entnommen zu haben, einem Werk, das Ludovico Ariosto zugeschrieben wird. Darin verkleidet sich Malagigi als Orlando, um auf sich auf diese Weise mit der Königin Gallicana unbehelligt sexuell vergnügen zu können. Als seine Affäre mit der Königin entdeckt wird, ersetzt er sich zur eigenen Rettung durch einen Esel.[4]

### Textausgaben
- Pietro Aretino: Il Filosofo. in: ders.: Tutte le commedie. Mursia, Mailand 1968.